# Fortino di John Brown
Quello che in seguito divenne celebre sotto il nome di John Brown's Fort (facente parte dell'"Harpers Ferry National Historical Park") fu originariamente costruito nel 1848 per essere utilizzato come posto di guardia, deposito dei motori e caserma dei vigili del fuoco dall'arsenale di Harpers Ferry della cittadina di Harper's Ferry, nell'odierna Virginia Occidentale, al tempo ancora parte integrante della Virginia.
Un rapporto militare del 1848 descriveva l'infrastruttura come "Una sala macchine e una casa di guardia di 35 1/2 x 24 piedi, un mattone di storia, ricoperto interamente di ardesia, con grondaie di rame e beccucci..." L'edificio raggiunse una notevole notorietà nel corso del raid di John Brown contro Harpers Ferry, un'incursione compiuta contro l'armeria federale colà istituita nel 1859 ad opera di John Brown.

## Raid
John Brown progettò di catturare l'armeria e l'arsenale associato ed usarli per rifornire un esercito di abolizionisti e guerriglieri schiavi in fuga. Cominciando la loro incursione nella notte del 16 ottobre Brown e la sua piccola pattuglia composta da 21 uomini (16 bianchi e 5 afroamericani) si infiltrarono velocemente nell'armeria dell'arsenale, riuscendo inoltre a prendere in ostaggio 60 cittadini di Harper's Ferry.
La milizia locale ed altri civili armati uccisero diversi membri dell'insurrezione e costrinsero Brown a prendere posizione nella caserma dei pompieri, là dove i suoi uomini avevano già piazzato diversi ostaggi e preparato una fortificazione difensiva.
La notte del giorno 17 gli United States Marine Corps - e poco dopo anche il colonnello Brevetto Robert Edward Lee assieme al suo aiutante di campo James Ewell Brown Stuart - giunsero per reprimere il tentativo di rivolta.
Il mattino seguente, usando una pesante scala di legno a pioli a mo' di Ariete, i Marines abbatterono la porta e fecero irruzione nella caserma dei pompieri. Un militare rimase ferito mortalmente nell'attacco così come molti degli uomini di Brown. Alcuni di loro riusciranno a fuggire, ma la maggior parte sarà catturata, incluso Brown che era stato pugnalato dal comandante del corpo di spedizione, il Tenente Green.
Gli ostaggi furono così liberati e tratti in salvo.

## Storia successiva
Utilizzato durante la guerra di secessione americana per servire come prigione, sarà col tempo danneggiato dai collezionisti di souvenir dopo che era diventato un simbolo della lotta condotta dall'abolizionismo per estirpare la macchia dello schiavismo.
Smantellato nel 1891, fu ricostruito per comparire alla Fiera Colombiana di Chicago, l'esposizione universale tenutasi nel 1893. Venne rimontato due anni dopo in una fattoria chiamata Murphy, prima di essere acquistato dallo Storer Colleg nel 1909.
Esso lo sposterà nel campus di Camp Hill, dove rimase fino al 1968 quando è stato trasferito al centro della città a circa 150 piedi dalla sua posizione originale. È da allora uno dei principali edifici dell'"Harpers Ferry National Historical Park", istituito nel 1944.